# Hoshihananomia katoi katoi
Hoshihananomia katoi katoi es una subespecie de coleóptero de la familia Mordellidae.

## Distribución geográfica
Habita en Japón.